# Bhalwal
Bhalwal é uma cidade do Paquistão localizada na província de Punjab.